# Kweneng District
Kweneng ist ein Distrikt Botswanas und Zentrum des Bakwena-Stammes der Batswana, der ersten Volksgruppe Botswanas, die von David Livingstone zum Christentum bekehrt wurde. Der Regierungssitz des Distrikts ist Molepolole, Botswanas dichtestbesiedelte Stadt nach Gaborone und Francistown. Weitere größere Ortschaften sind Mogoditshane, Thamaga, Gabane und Kopong. 387.983 Menschen leben in dem 35.890 km² großen Gebiet, das in die Subdistrikte Kweneng East und Kweneng West unterteilt ist.

## Demografie
| Jahr | Einwohner |
| ---- | --------- |
| 1981 | 117.129   |
| 1991 | 170.437   |
| 2001 | 230.335   |
| 2011 | 304.549   |
| 2022 | 387.983   |